# José Gregorio Gutiérrez Gutiérrez
José Gregorio Gutiérrez Gutiérrez (Jalostotitlán, Jalisco; 27 de mayo de 1902-Ciudad de México; 12 de enero de 1995) fue un militar que participó en la Guerra Cristera y médico mexicano

## Biografía

### Primeros años
Nació el 27 de mayo de 1902 en el rancho de Media Hanega en Jalostotitlán, Jalisco
. Su madre murió en el parto de él mismo y su padre era un modesto agricultor. Estudió la primaria en una escuela parroquial donde tuvo que repetir el cuarto años en varias ocasiones debido a que no había grados más altos, por lo que tuvo que trabajar con su padre arando tierra hasta 1916. En 1917 su primo y su tío lograron convencer a su padre para que dejara que se lo lleven a estudiar en Guadalajara. En el Colegio Morelos cursó el quinto año de primaria. Al presentar un examen extraordinario logró pasar a la preparatoria López Cotilla. En 1922 ingresó a la Escuela de Medicina de Guadalajara, pero hacia 1926 dejó la universidad para tomar las armas. 

### Movimiento Cristero
Participó en el boicot contra las leyes anticatólicas y en la Unión de Católicos Mexicanos. Ante el fracaso de usar los medio pacíficos pasó a ser una lucha armada. Fue nombrado teniente coronel en 1928, luego fue coronel y jefe del estado mayor del general Jesús Degollado Guízar, jefe de la División del Sur. Al ascender el general Degollado a la jefatura máxima de la Guardia Nacional Cristera, lo nombró Jefe de la División de Occidente con el rango de General Brigadier el 8 de junio del mismo 1929. Participando en un gran número de batalla como la Batalla de las Peñas o la Ofensiva a Guadalajara. Fue capturado en Guadalajara y estuvo a punto de ser fusilado, pero los seguidores del movimiento cristero pagaron un rescate de dos mil pesos oro. El 27 de julio en Tapalpa entregó las armas al ejército federal, y recibió su salvoconducto, trasladándose con grandes dificultades a Guadalajara 

### Carrera como médico
Una vez terminada la Guerra Cristera, se trasladó a Ciudad de México donde intentó concluir la licenciatura de Medicina en la Universidad Nacional Autónoma de México, pero su situación económica no se lo permitió. En 1935 regresa a Guadalajara y se titula médico cirujano en la Universidad Autónoma de Guadalajara. 4 años después regresa a Ciudad de México para ejercer su profesión y trabaja en un consultorio privado y como médico del Instituto Mexicano del Seguro Social.

### Carrera como escritor
Escribió sus memorias militares, las cuales con grandes dificultades logró publicar en una primera edición muy modesta, las tituló Recuerdos de la Gesta Cristera, en tres tomos. El primero apareció en 1972, el segundo en 1975 y el tercero en 1979. Por la veracidad histórica, la emotividad y la sinceridad que puso en su crónica, se le considera El Bernal Díaz del Castillo de la Cristiada. Ante la supuesta Constitución de los cristeros, que Vicente Lombardo Toledano publicó en 1963, lo refutó con su escrito “Los cristeros no dejamos ni juramos ninguna constitución”. 
En calidad de jefe vitalicio presidió la Guardia Nacional Cristera, siendo el último general cristero. Impulsó con gran entusiasmo la fundación del Museo Cristero, que se estableció por iniciativa de Alfredo Hernández Quesada en Encarnación de Díaz (Jalisco), y que en 2003 pasó a la ciudad de Aguascalientes.
En 1973, el Consejo 4910 de los Caballeros de Colón de Nuestra Señora de la Asunción de Jalostotitlán le entregó un reconocimiento y colaboró con él en la tercera reimpresión de sus memorias.
Falleció el 12 de enero de 1995 en Ciudad de México a los 93 años de edad.